# AlgoTester
LNU Algotesters— перша в Україні школа мистецтва розв'язування алгоритмічно складних задач, переможець півфіналу світу у південно-східному європейському регіоні з алгоритмічного програмування серед студентських команд SEERC 2016.
Спортивне програмування як прогресивний технологічний різновид спорту стрімко набуває популярності в Україні. У цьому немала заслуга аспіранта факультету прикладної математики та інформатики ЛНУ ім. Івана Франка Василя Білецького. За рейтингом TopCoder ranking, Василь Білецький увійшов до десятки найкращих алгоритмічних програмістів світу. Вже п'ятий рік Василь організовує змагання зі спортивного програмування. Навчання відбувається у головному корпусі Львівського національного університету імені Івана Франка.
До складу коледжу також входить команда «LNU Penguins». Команда Penguins відома насамперед через те, що привозить призові місця з найвідомішого у світі чемпіонату зі спортивного програмування ACM-ICPC, де беруть участь майже три тисячі університетів.

## Досягнення коледжу
Яким є сьогодні рівень спортивного програмування у Львові, в Україні загалом? Чи відбулися суттєві зміни у спортивному програмуванні в нашій країні після того, як команда ЛНУ ім. Івана Франка здобула золоту медаль на чемпіонаті світу? 

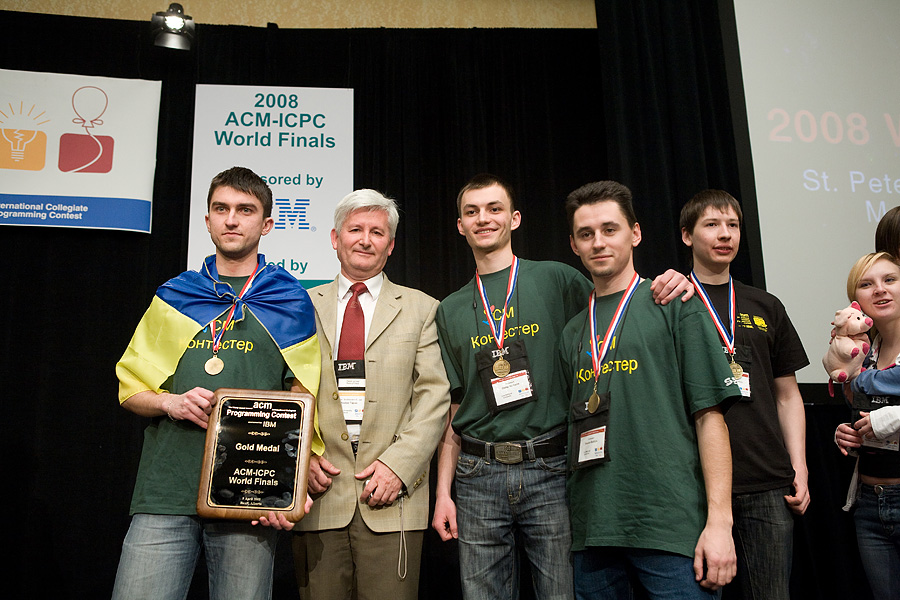

Коли я почав займатися спортивним програмуванням, у Львові про нього ще ніхто не знав. На різноманітні всеукраїнські турніри з програмування скеровували команди, але про завдання учасники не мали жодного уявлення, дізнавалися про них уже на самих змаганнях. Учасників зі Львова ніхто не готував, не тренував. У півфіналах чемпіонату України, які з 2001 р. традиційно відбувалися щороку в чотирьох регіонах — західному, східному, північному, південному — перемогу здобували команди з Рівного, Хмельницького. І тільки 2005 р. уперше у півфіналі перемогла команда нашого Університету, відтоді у півфіналах 9 з 10-ти команд, що потрапляли в першу десятку, — львівські. У цьому аспекті Львів зробив великий крок уперед. Найбільша заслуга — те, що відбуваються змагання, заняття зі школярами, студентами, створено гуртки, коледжі. Звісно, коли команда ЛНУ ім. Івана Франка у 2008 р. на чемпіонаті світу здобула золото, це стало хорошим прикладом для іншим команд і поштовхом працювати ще більше. Як наслідок, у півфіналі чемпіонату світу, що його традиційно проводять у Бухаресті, у 2007 р. українські команди здобули перші 3 місця, у 2008 р. — перші 5 місць, а у 2009 р. — перші 7 місць.
Щодо змагань, які проходять у нашому Університеті, то їх я організував уже понад 30. Пригадую, на найперших, що відбулися 2005 р., рівень задач був дуже низьким. Тобто ми розв'язували елементарні задачі, наші студенти приходили заради цікавості. Поступово ми ускладнювали задачі, географія учасників розширювалася. Долучалися програмісти і з інших навчальних закладів Львова, і з інших міст — Ужгорода, Києва, Донецька тощо. Тепер рівень задач, що їх розв'язують учасники змагань, відповідає всеукраїнським змаганням. Рівень справді високий, потенціал хороший.
Коледж зробив чималий вклад, щоб розвинути програмування в Україні на світовому рівні, тому півфінал світу тепер проходить саме у нас.

## Викладачі
- Білецький Василь
- Чайка Тарас
- Білий Роман
- Макар Андрій
- Пилип Михайло
- Герасимів Віталій
- Засоба Євген
- Медвідь Андрій
- Чіх Володимр

та інші.

## Змагання

### 2015 рік

#### КРІ-OPEN2015
Команда студентів факультету прикладної математики та інформатики «LNU Penguins» виборола першість на ювілейній Х Міжнародній відкритій студентській олімпіаді з програмування ім. С. О. Лебедєва та В. М. Глушкова «КРІ-OPEN2015»
Близько 100 команд із 46 вищих навчальних закладів України, Польщі, Литви, Естонії та Росії змагалися за звання кращих на найвідомішому у Східній Європі й одному з найбільших у світі турнірі серед найперспективніших молодих програмістів.
Львівський університет на олімпіаді представляла команда «LNU Penguins» у складі студентів факультету прикладної математики та інформатики: Тараса Савіцького, Віталія Герасиміва, Романа Білого (тренер — Василь Білецький).
За підсумками двох турів змагань перше місце виборола команда студентів факультету прикладної математики та інформатики «LNU Penguins» Львівського національного університету імені Івана Франка, яка отримала головний приз турніру «KPI-OPEN» — кришталеву вежу КПІ, прикрашену символікою олімпіади.
Друге місце розділили команди Київського національного університету імені Тараса Шевченка «Flawless» та «Frogs». Третє місце посіли команди «MAI#1» Московського авіаційного інституту (Національний дослідницький університет), (Російська Федерація), «Looksery 1 2/3» Одеського національного університету імені І. І. Мечникова і «ZNTU_SetUp» Запорізького національного технічного університету. Дипломи переможців і призи — ноутбуки MacBook Air, окуляри віртуальної реальності Oculus Rift, комп'ютери Raspberry Pi, а також ліцензії на ПЗ CleanMyMac, подарункові сертифікати на відео курси від компанії ITVDN та набори для очищення мобільних пристроїв та оргтехніки від компанії ColorWay вручив представникам команд та їх тренерам Іван Плотніков.

#### Міжнародний чемпіонат «Challenge24»

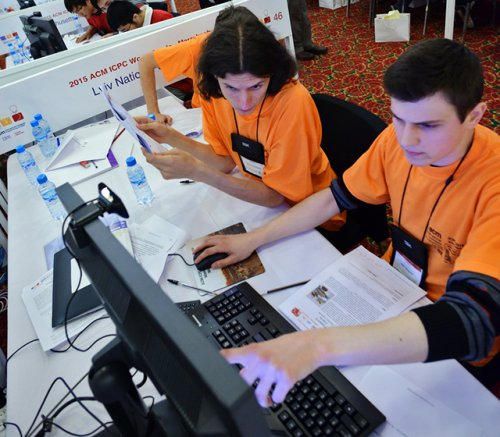

Після участі в Чемпіонаті світу студенти, не зупиняючись на досягнутому, продемонстрували свої знання, вміння та витривалість і на Міжнародних змаганнях із програмування «Challenge24», під час яких упродовж 24 годин безперервно працювали над виконанням поставлених завдань. Із-поміж 233 команд-учасників із 35 країн світу 14 — представляли Україну.
«LNU Penguins» зайняли 8 місце.

#### LNU Penguins у фіналі міжнародної олімпіади з програмування в Марокко

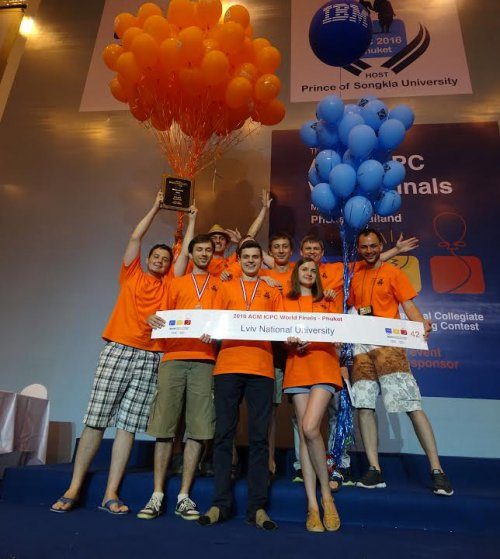

У команді ЛНУ, яка називається Пінгвіни, є представники 3, 4 та 5 курсів. Ми беремо участь в різноманітних онлайн-змаганнях від компаній Google, Microsoft, Facebook. Це найкращий тренажер. Наймолодший серед учасників львівської команди, третьокурсник Герасимів Віталій розповів про свої перші дитячі спроби програмування та неабиякий досвід у олімпіадах. «Я з дитинства мріяв стати інженером і у 6 класі мені купили перший комп'ютер. З того часу, програмування — моє улюблене заняття», — розповів Віталій. В 9 класі Віталій поїхав на першу олімпіаду з програмування у своєму житті. Це були всеукраїнські змагання і хлопець виборов перше місце".

### 2016 рік— ігри розуму
Згідно з правилами чемпіонату команда повинна складатися з трьох учасників, які представляють один університет. Кожен студент може двічі взяти участь у змаганнях. Гравець не може бути старшим 24 років.

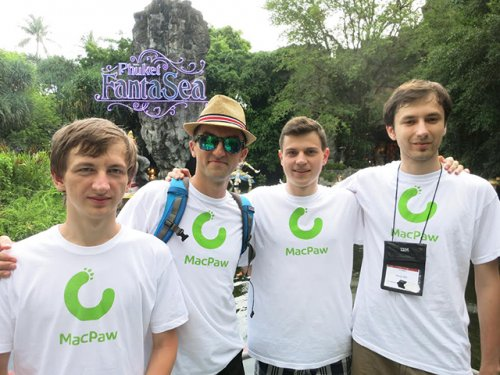

Студенти прикладної математики ЛНУ імені І.Франка LNU Penguins отримали бронзу на чемпіонаті світу з програмування у Таїланді. Це найпрестижніші змагання з алгоритмічного програмування у світі, де за п'ять годин учасники повинні розв'язати понад 10 завдань з реального життя. Вони визначають місця найбільших покладів нафти, пишуть програми для прокладання найкоротшої дороги для екскурсії, вираховують кількість солодощів на день для людини з низьковуглеводною дієтою. У чемпіонаті беруть участь більше 13 тисяч команд.
Цього року львівську команду обігнали тільки університети Санкт-Петербурга, Варшави, Шанхаю, Гарварду та Массачусетсу.
Фіналістам чемпіонату вручають грошову нагороду. Для бронзових призерів — це майже 100 тисяч гривень. Щоправда самі математики запевняють, що це зовсім не головне, найголовніше для них у цій грі — здобутий престиж. Кожна ІТ — компанія в Україні хотіла б мати у команді фіналіста світового чемпіонату з програмування.

### 2017
Команда LNU_AlgoTesters у складі Андрій Макар, Тарас Чайка, Михайло Пилип (тренер Віталій Герасимів) з 2-им місцем Чемпіонату України (4-им у півфіналі чемпіонату світу) з командного програмування.
Турнірна таблиця — http://acm.ro/results.htm [Архівовано 28 жовтня 2017 у Wayback Machine.]

## Основні теми вивчення у коледжі
- Динамічне програмування
- Бінарний та тернарний пошук
- Алгоритми на орієнтованих графах
- Алгоритми знаходження максимального потоку в мережі
- Алгоритми знаходження найменшого спільного предка в дереві
- Система неперетинних множин
- Швидке перетворення Фур'є
- Елементарні алгоритми на рядках
- Елементарна теорія чисел
- Обчислювальна геометрія
- Теорія Ігор
- Довга арифметика
- Алгоритм Дейкстра
- Елементарні структури даних